# Eugenio Ruidíaz y Caravia
Eugenio Ruidíaz y Caravia (1849-1896) fue un autor español.

## Biografía
Nació en la localidad de Gobiendes, perteneciente a la provincia de Oviedo, el 13 de noviembre de 1849. Licenciado en Medicina, tipógrafo y periodista, fue premiado en concurso público por la Real Academia de la Historia. Ruidíaz, cuya firma figuró en numerosos periódicos de Madrid y Asturias, falleció en Madrid el 13 de julio de 1896. En 1893 había publicado, en dos volúmenes, La Florida: su conquista y colonización por Pedro Menéndez de Avilés.